# Mario Fioret
Mario Fioret (Pordenone, 12 marzo 1930) è un politico italiano.

## Biografia
Laureato in giurisprudenza, è impegnato in politica con la Democrazia Cristiana fin dalla giovane età.
Viene eletto deputato per la prima volta nel 1968, rimanendo a Montecitorio per cinque legislature consecutive, fino al 1987. Negli anni '80 ha fatto parte come sottosegretario agli Affari Esteri dei due governi guidati da Giovanni Spadolini, del governo Fanfani V e del governo Craxi I.
Nel 1987 viene eletto senatore, carica che mantiene fino al 1992, quando conclude il proprio mandato parlamentare.